# Памфил (художник)
Вижте пояснителната страница за други личности с името Памфил.
Памфил (на старогръцки: Πάμφιλος, Памфилос) е древногръцки художник, учен и писател (темата му са живописта и художниците) от Амфиполис в Древна Македония.
Ученик и продължител на делото на Евпомп, основателят на Сикионската художествена школа (в град Сикион, в близост до Коринт, на полуостров Пелопонес). Курсът на обучение при Памфил продължава 12 години, а хонорарът за него е 1 талант (цената на платноходен кораб по негово време). В основата на неговия похват в изобразителното изкуство е убеждението във важността и универсалността на пропорциите. В този смисъл той твърди, че рисуването не може без математиката (аритметиката) и геометрията. От неговото учение взаимства видния римски учен Витрувий - автор на т.нар. Витрувиански човек.
Сред учениците му са известни творци, като Апелес, Мелантий и Павзий. Последния Памфил обучава в изкуството на енкаустичната живопис. Освен от образованието, получавано в собственото му училище, Памфил се интересува и от всеобщото развитие на културата и дава значителен принос рисуването (графиката) да бъде въведено като първостепенен предмет за обучение на свободнородените гръцки младежи.
Известни произведения на Памфил са: „Битката при Флиунт“, „Одисей на сала си“ и един семеен портрет. Също така за негови произведения се считат и картини със заглавие "Победата на атиняните" и "Пристигането на Хераклидите в Атина", както и едно изображение на богинята Хера.